# Warluis
Warluis település Franciaországban, Oise megyében. Lakosainak száma 1220 fő (2022. január 1.). Warluis Abbecourt, Allonne, Bailleul-sur-Thérain, Montreuil-sur-Thérain, Rochy-Condé, Saint-Sulpice, Therdonne és Villers-Saint-Sépulcre községekkel határos.

## Népesség
A település népessége az elmúlt években az alábbi módon változott:
| Lakosok száma | 1151 | 1168 | 1195 | 1157 | 1173 | 1187 | 1200 | 1200 | 1220 |
|               | 2013 | 2015 | 2016 | 2017 | 2018 | 2019 | 2020 | 2021 | 2022 |